# Archip Ivanovič Kuindži
Archip Ivanovič Kuindži (in russo Архип Иванович Куинджи?; in ucraino Архип Іванович Куїнджі?, Archyp Ivanovyč Kuïndži; Mariupol', 27 gennaio 1842 – San Pietroburgo, 24 luglio 1910) è stato un pittore russo, specializzato in soggetti paesaggistici.
Dal 1860 al 1865 lavorò nello studio fotografico di Simeon Isakovič a Taganrog, per poi lasciare la città e trasferirsi a San Pietroburgo, dove iniziò a studiare pittura, sia in modo indipendente che, dal 1868, presso l'Accademia delle arti di San Pietroburgo (dal 1868; membro a pieno titolo dal 1893). Fece parte dei Peredvižniki, un gruppo di artisti russi realisti in contrasto con le restrizioni accademiche, che diede vita alla "Compagnia delle esposizioni di arte itinerante".
Nel 1872 Kuindži lasciò l'Accademia e lavorò come libero professionista. Nel 1874 il suo dipinto La neve ricevette la medaglia di bronzo all'International Art Exhibition di Londra. 
Nel Museo d'arte Archip Kuindži si trovavano tre opere originali di Archip Kuindži, oltre a copie delle sue opere. Le opere originali nel Museo d'arte Archip Kuindži erano tre dipinti di Kuindži: Tramonto rosso, Autunno - Crimea  ed Monte Ėl'brus. Nel marzo 2022 il Museo d'arte Archip Kuindži è stato distrutto durante l'invasione russa.

## Opere

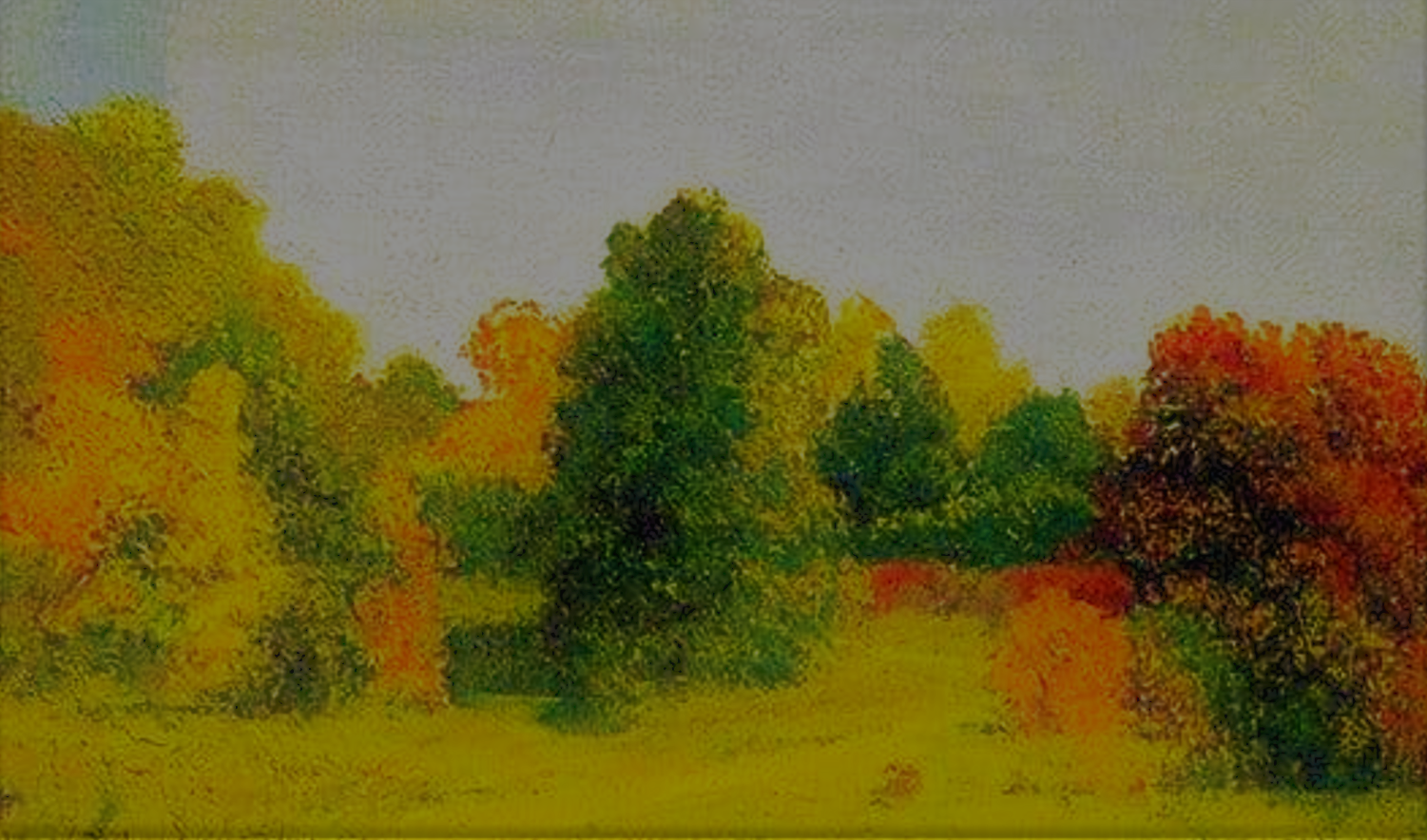
Autunno - Crimea
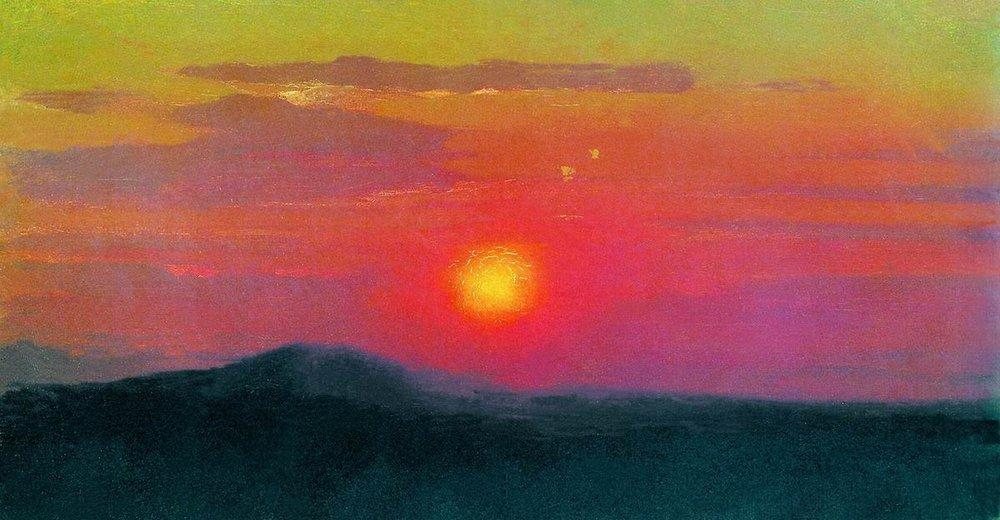
Tramonto rosso
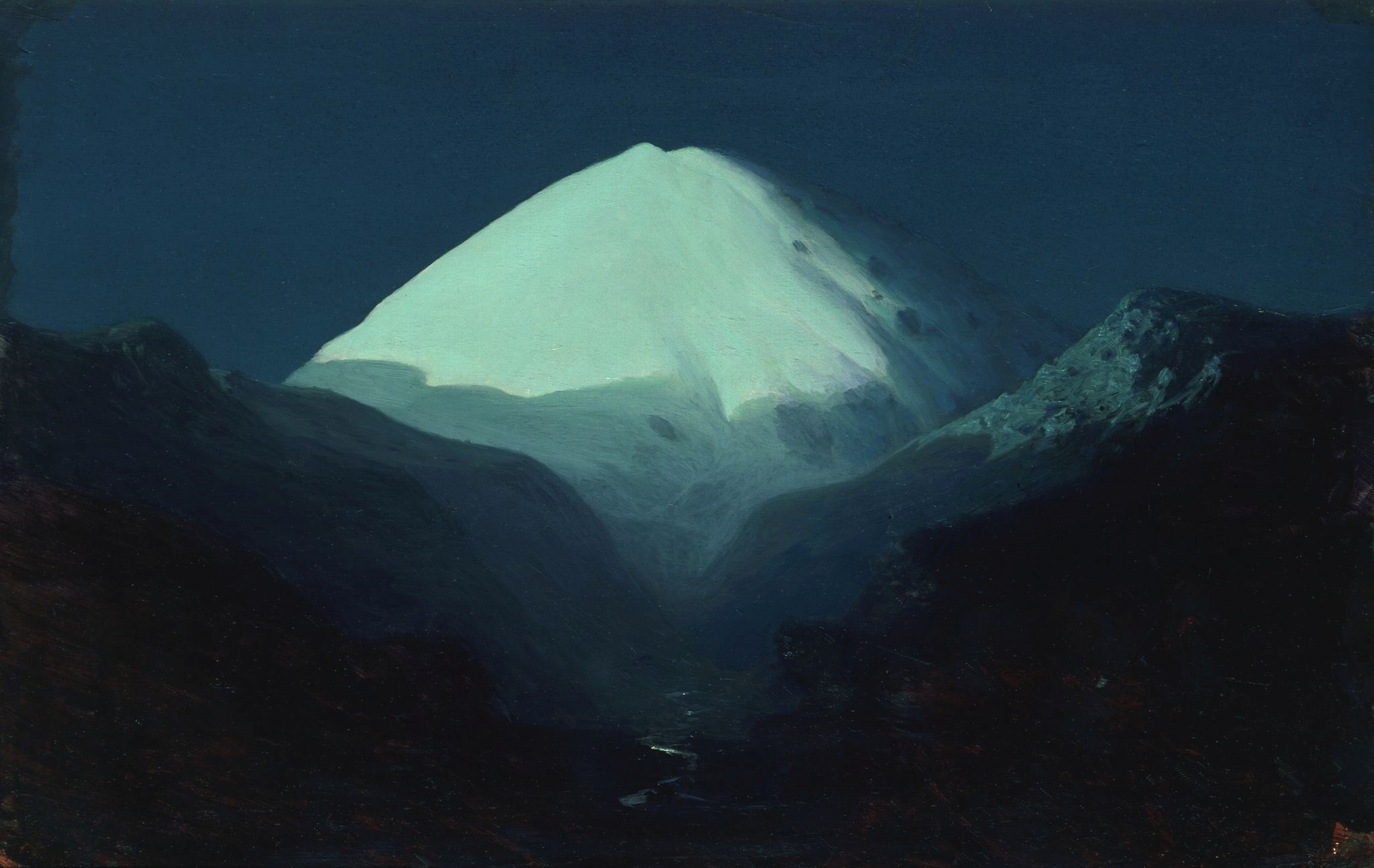
Monte Ėl'brus
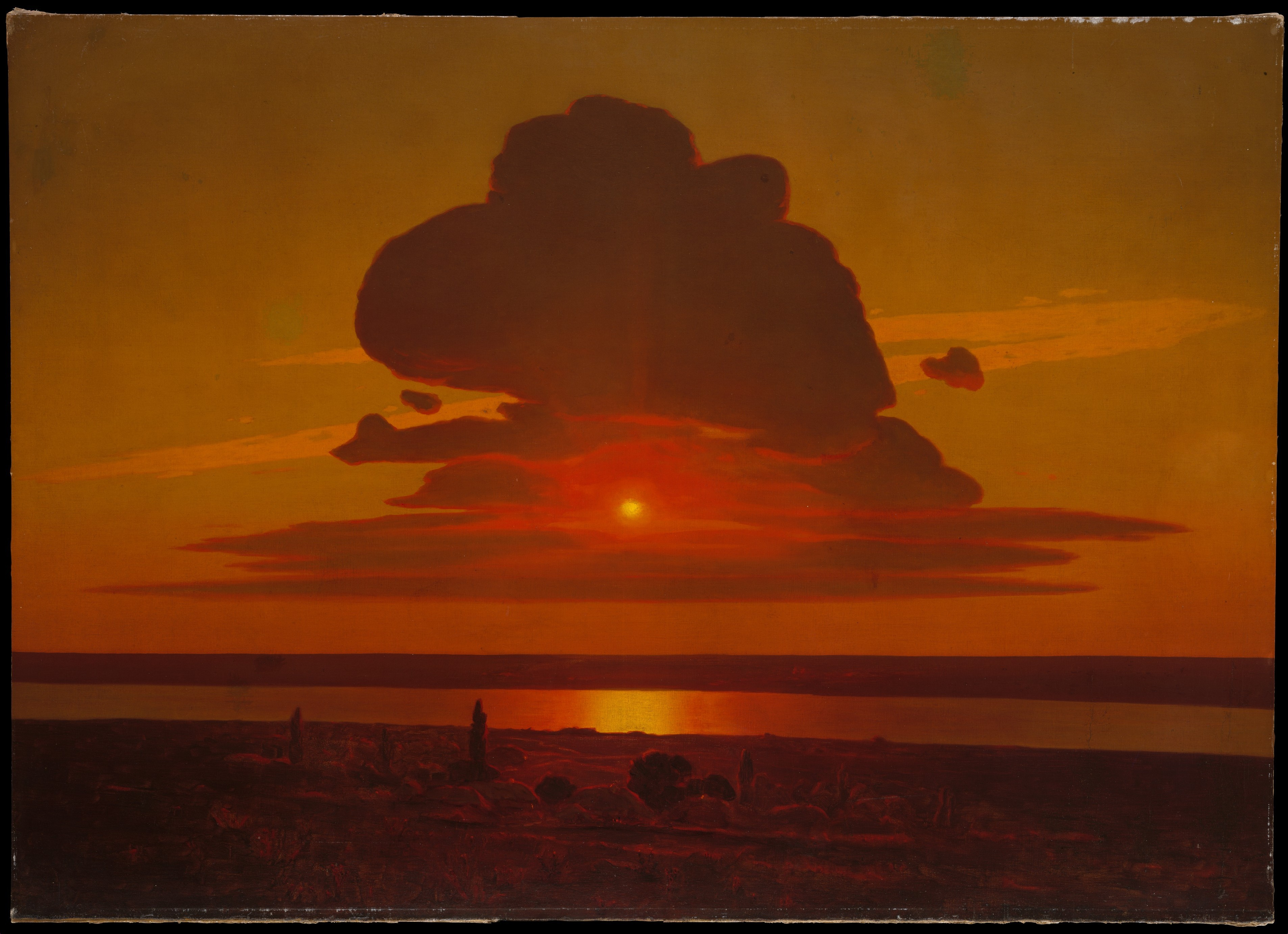
Tramonto rosso - Dnepr
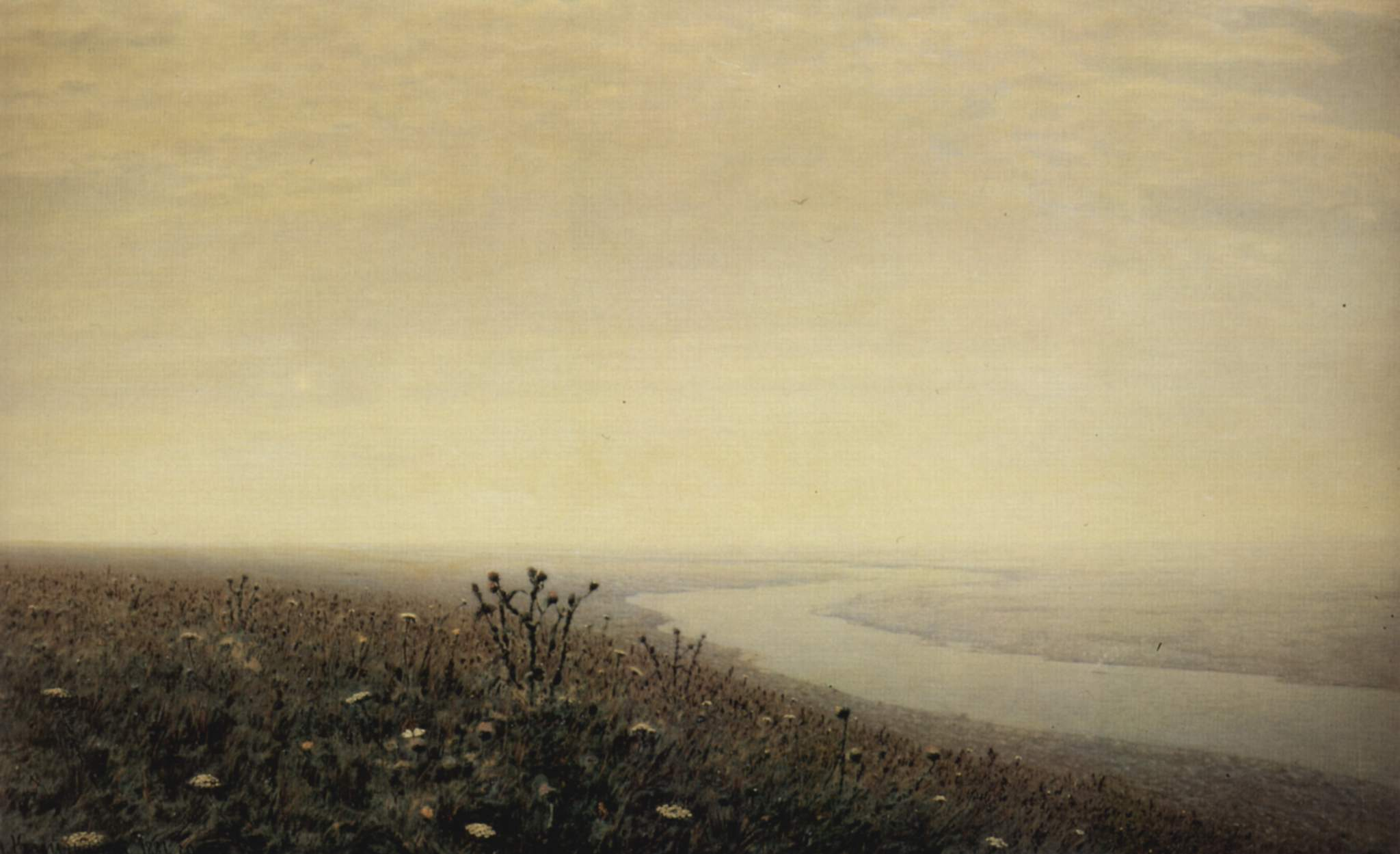
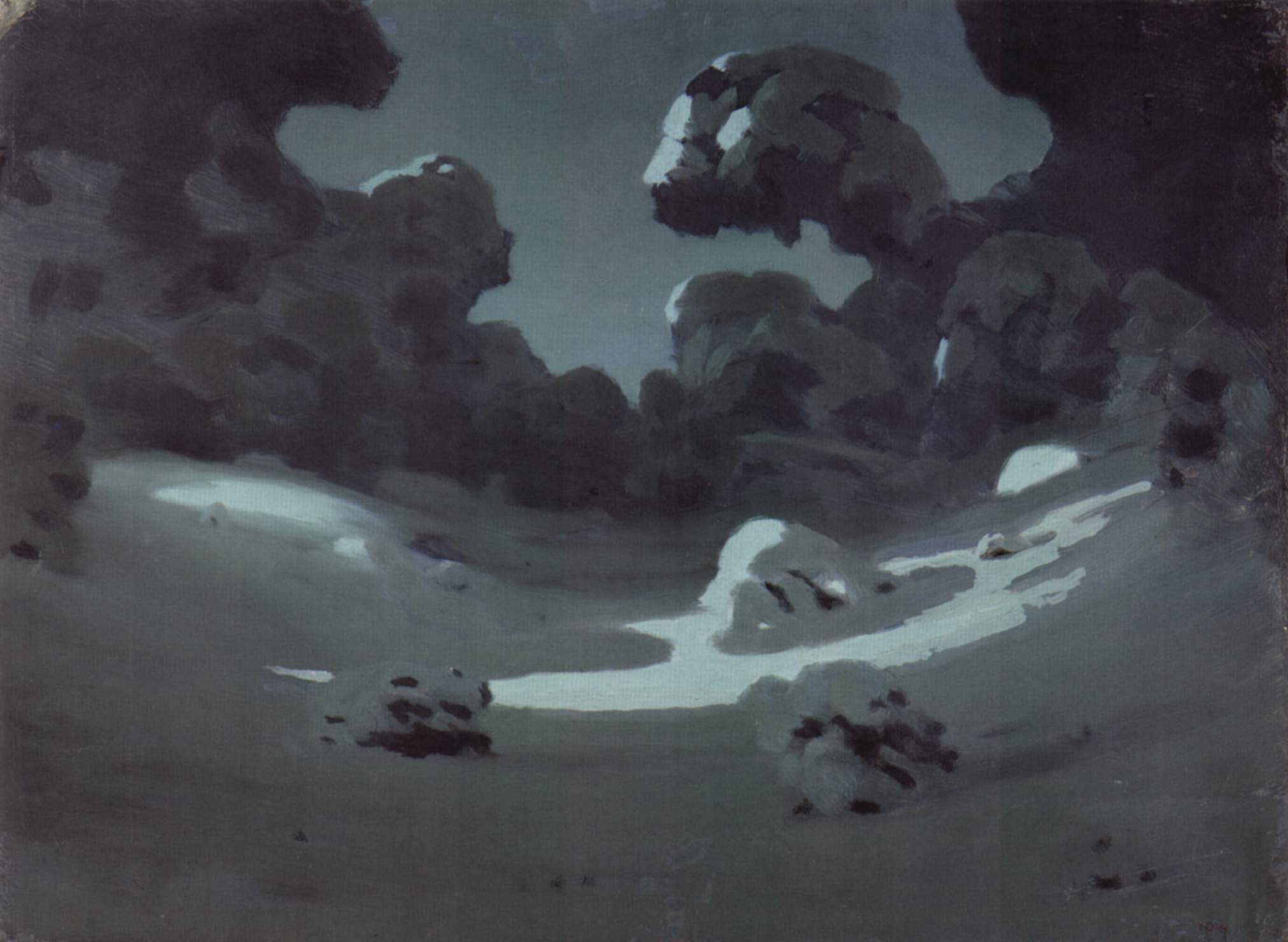
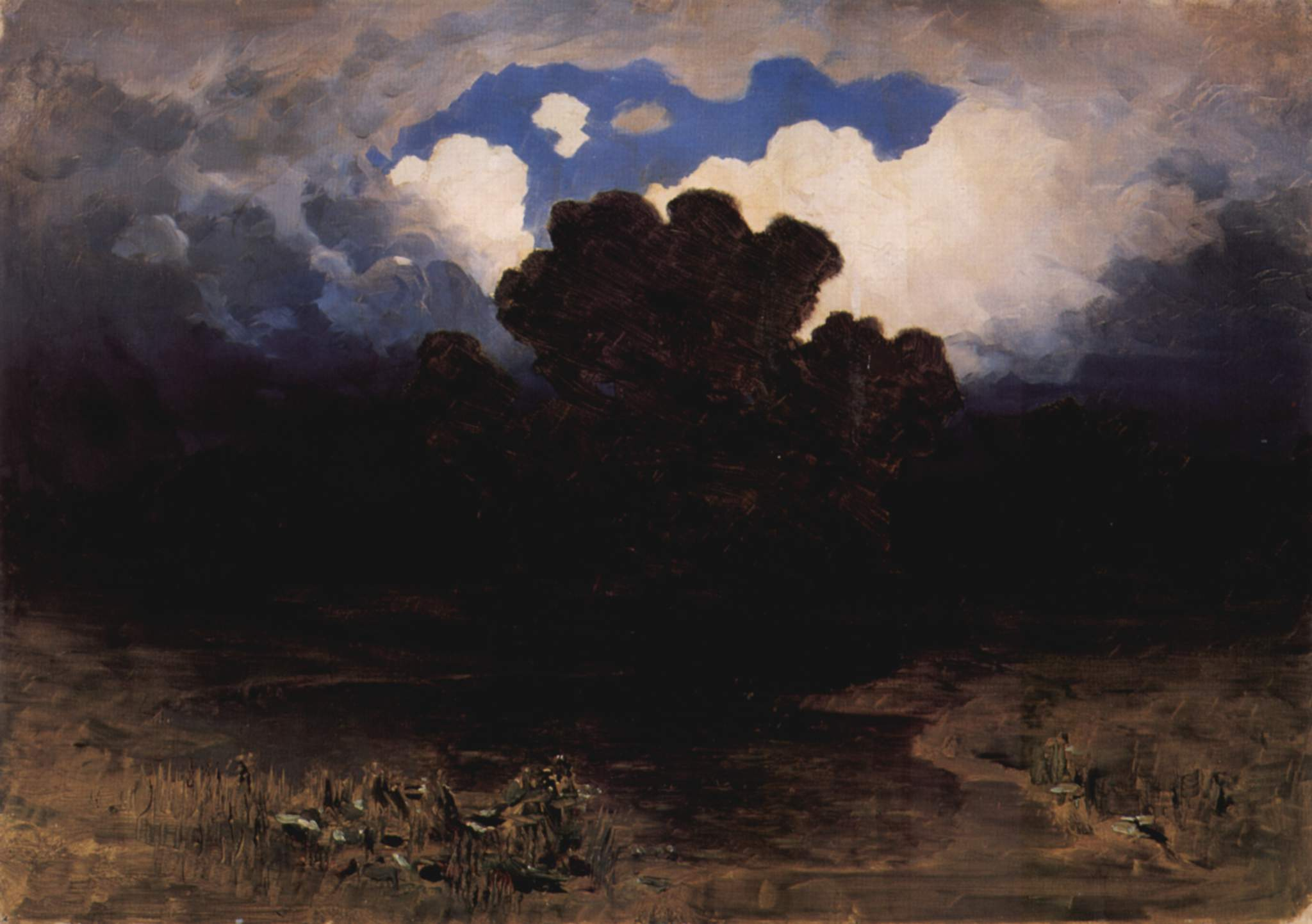
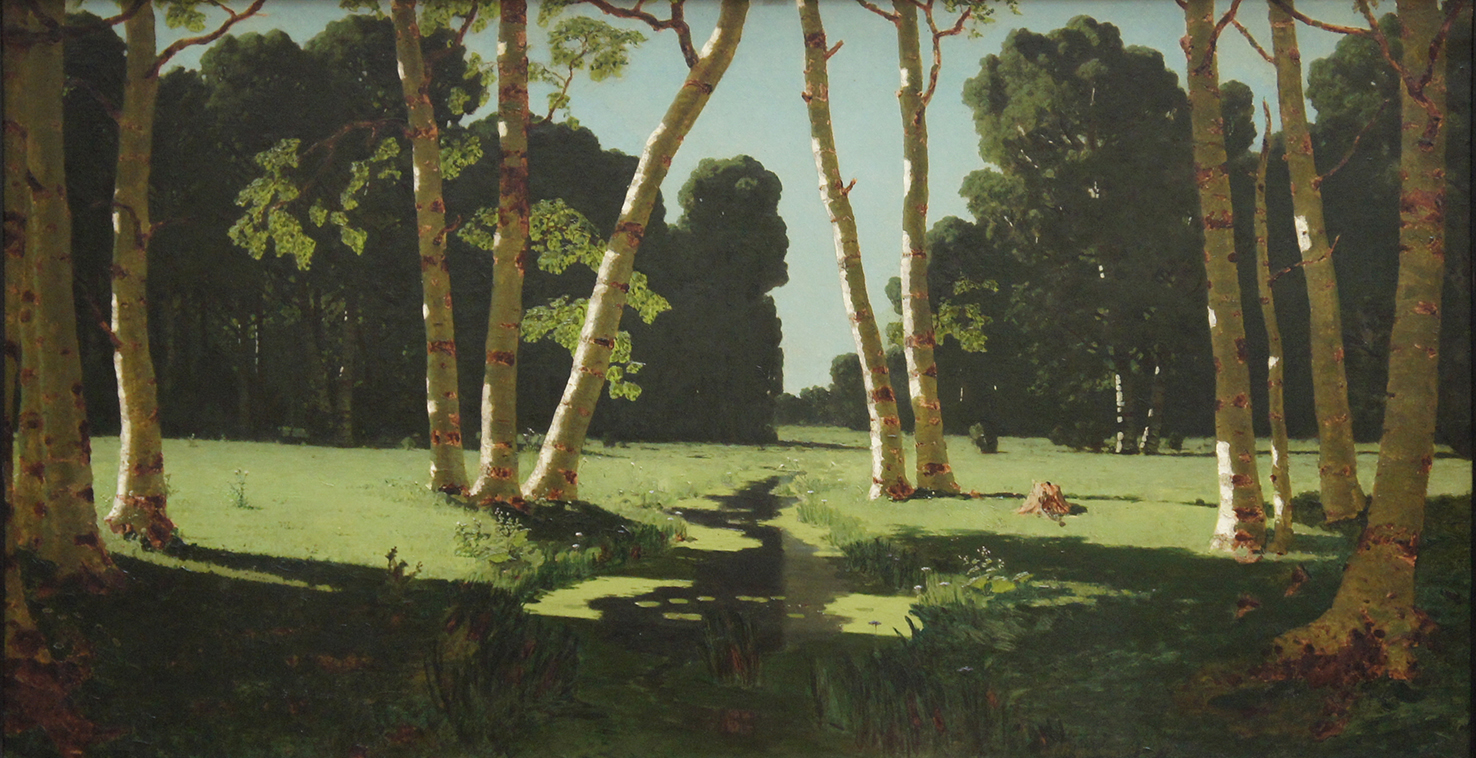